# La Vacquerie
La Vacquerie är en kommun i departementet Calvados i regionen Normandie i norra Frankrike. Kommunen ligger i kantonen Caumont-l'Éventé som ligger i arrondissementet Bayeux. År 2018 hade La Vacquerie 300 invånare.

## Befolkningsutveckling
Antalet invånare i kommunen La Vacquerie
Referens:INSEE